# Lokalfärg (bildkonst)
Lokalfärgen är ett föremåls färg på nära håll i klart ljus. Detta är till skillnad från den färg föremålet har på avstånd eller när det belyses genom reflexion från andra föremål eller atmosfären (exempelvis vid solnedgången).
Ordet används bland annat inom bildkonst, om ett föremåls "naturliga" och opåverkade färg i en målning. Det förekom första gången i svensk skrift 1832.